# Veľká Ves nad Ipľom
Veľká Ves nad Ipľom (in ungherese Ipolynagyfalu) è un comune della Slovacchia facente parte del distretto di Veľký Krtíš, nella regione di Banská Bystrica.